# 西村站 (江西省)
西村站位于江西省宜春市袁州区西村镇，是沪昆铁路上的车站。站内设有2条正线、2条到发线和1条段管线。车站由南昌局集团宜春车务段管辖，为四等中间站，不办理客货运业务:177。站内驻有萍乡工务段宜春路桥工区、萍乡路桥检查工区等单位。
车站随浙赣铁路于1937年投入运营，后因战乱停运，直至1950年修复。车站曾经办理客货运业务，曾经设有1条装卸线和1条通往水泥厂的专用线。因发送量小，车站于2006年9月起停办整车到发业务和客运业务:1432:177。